# Notre-Dame du Rosaire
Pour les articles homonymes, voir Notre-Dame-du-Rosaire, Notre-Dame et Rosaire (homonymie).

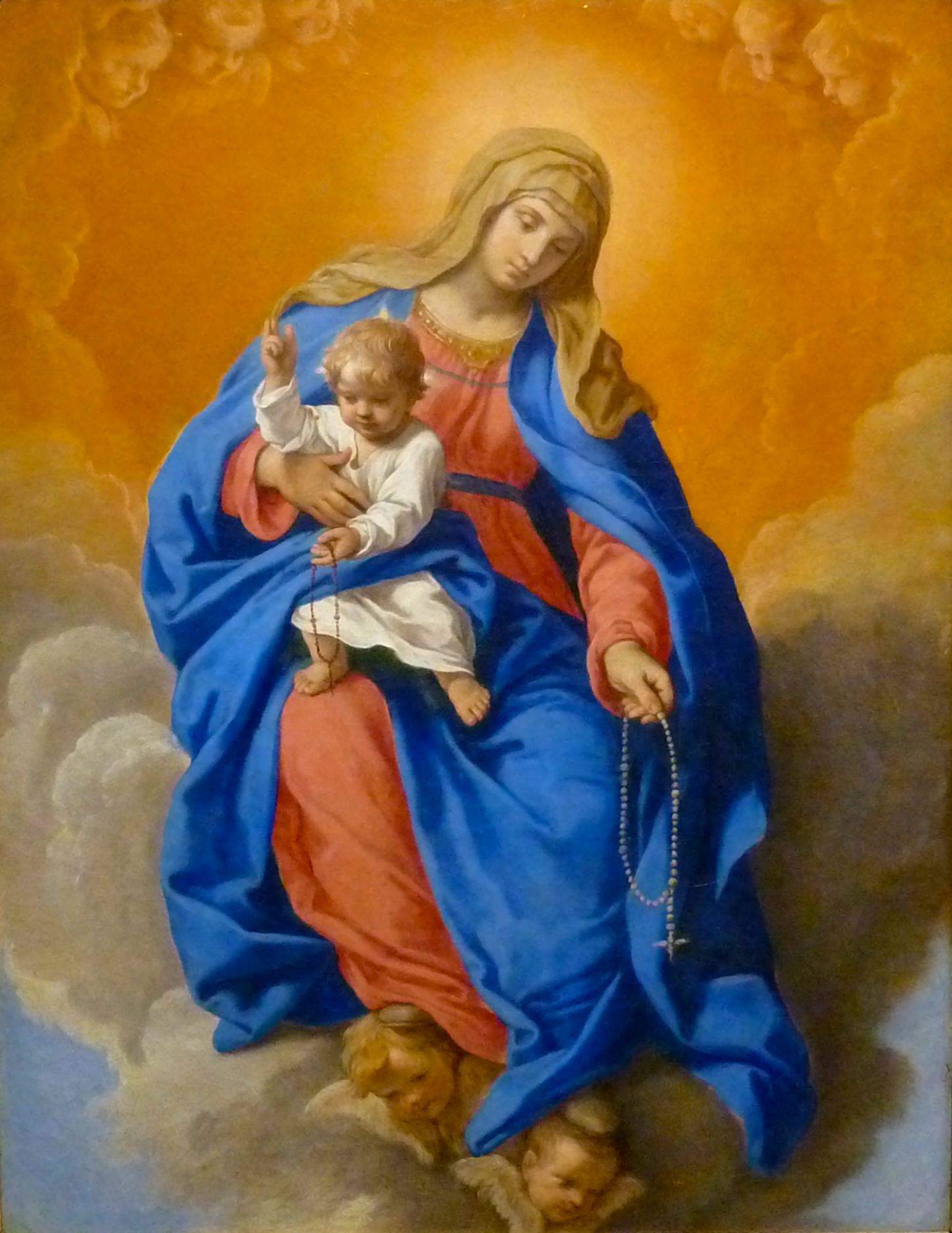
Notre-Dame du Rosaire par Simone Cantarini (XVII).

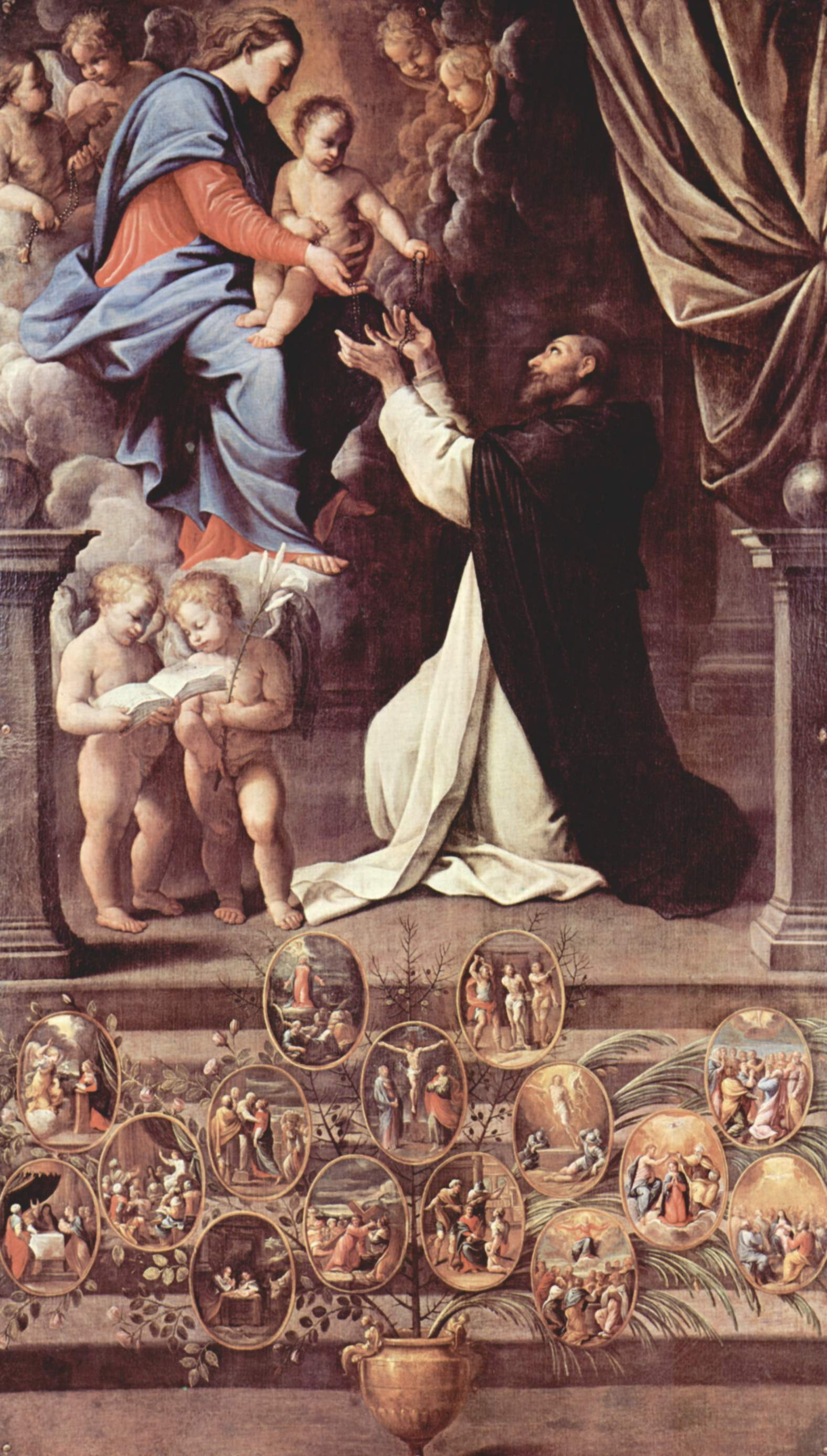
Notre-Dame du Rosaire donnant le chapelet à saint Dominique, Guido Reni (v. 1597).

Notre-Dame du Rosaire est, dans la tradition catholique, un titre donné à la Vierge Marie associé à la prière du rosaire. Ce titre serait issu d’une apparition mariale survenue au XIIIe siècle, à Prouilhe, dans le sud de la France, au cours de laquelle la Vierge serait apparue à Dominique de Guzmán, fondateur de l’Ordre dominicain.
L’Ordre dominicain fut l'un des principaux propagateurs de cette dévotion mariale sous ce vocable, notamment par la promotion du rosaire, objet de cette dévotion. D'autres figures telles que Louis-Marie Grignion de Montfort et Alphonse de Liguori contribuèrent également à la diffusion de cette dévotion.
La fête liturgique de Notre-Dame du Rosaire est célébrée le 7 octobre dans l’Église catholique, en souvenir de la victoire de la bataille de Lépante, attribuée à l’intercession de la Vierge Marie invoquée par la prière du rosaire.

## Histoire
D'après la tradition catholique, le titre de Notre-Dame du Rosaire et l'objet de cette dévotion, la prière du rosaire, trouve ses origines en 1212 lorsque Dominique de Guzmán, alors en mission dans le sud de la France, aurait eu une vision de la Vierge Marie à Prouilhe, près de Toulouse. La Vierge lui aurait alors remis le rosaire en réponse à sa prière, comme moyen de lutte contre l'hérésie cathare. L’Ordre dominicain fut, au cours de l'histoire, l'un des principaux propagateurs de cette dévotion mariale, notamment par la promotion du rosaire. En 1479, le pape Sixte IV approuva la récitation du rosaire au niveau de l'Église universelle.
Un siècle plus tard, le pape Pie V, un dominicain, détermine la forme traditionnelle et actuelle du rosaire, fixant la structure autour de quinze mystères. Le 7 octobre 1571, après la victoire de la bataille de Lépante attribuée à l'intercession de la Vierge Marie par la prière du rosaire, Pie V institua la fête de Notre-Dame de la Victoire, qui deviendra plus tard la fête de Notre-Dame du Rosaire.
En 1917, lors des apparitions mariales de Fátima, au Portugal, la Vierge Marie se serait présentée à plusieurs reprises aux trois enfants voyants sous le titre de Notre-Dame du Rosaire. Cette dévotion mariale et la récitation du rosaire figurent parmi les thèmes principaux du message de ces apparitions.

## Rosaire
Le rosaire est une série de prières récitées à l'aide d'un chapelet, qui repose sur l'invocation de Dieu le Père et de la Vierge Marie, ainsi que la méditation de « mystères », qui sont des événements ou moments significatifs de la vie de Jésus et de Marie,. Depuis le XVIe siècle, le chapelet comporte 15 mystères. En 2002, Jean-Paul II en a ajouté d'autres, ce qui porte leur nombre total à 20. Ces nouveaux mystères sont facultatifs. Ces 20 « mystères » sont divisés en quatre chapelets de cinq.
Pour chaque mystère énoncé, on récite une « dizaine » d'un chapelet, constituée d'un Notre Père, dix Je vous salue Marie, et un Gloire au Père. La prière peut se limiter à un chapelet, ce qui représente la récitation de 5 dizaines et la méditation d'une série de cinq mystères.

## Fête
La fête de Notre-Dame du Rosaire s’appelait d'abord Notre-Dame de la Victoire pour fêter la victoire de Lépante le 7 octobre 1571, bataille qui unit l’Espagne, la république de Venise et les États pontificaux contre l’envahisseur ottoman, victoire attribuée à la récitation du rosaire demandée par le pape saint Pie V. Son successeur Grégoire XIII changea en 1573 le nom de cette fête locale en fête du Saint-Rosaire, fixée le premier dimanche d’octobre. Cette fête fût instituée en l'honneur de la dévotion à Notre-Dame du Rosaire et de la récitation du rosaire, ainsi qu'en souvenir de la libération de l’Occident face à la menace ottomane.
Clément XI étendit la fête du Saint-Rosaire à l’ensemble de l’Église catholique de rite latin en 1716 à la suite de la victoire des Impériaux sur les Ottomans à Petrovaradin (Serbie). Saint Pie X fixa la fête au 7 octobre en 1913 et Jean XXIII changea une nouvelle fois son nom en Notre-Dame du Rosaire en 1960.
En 1883, le pape Léon XIII décréta que le mois d'octobre de cette année-là était entièrement consacré à « la Sainte Reine du Rosaire ». Le mois d'octobre est dès lors traditionnellement dédié à Notre-Dame du Rosaire et la récitation du rosaire.

## Vocable
Notre-Dame du Rosaire a donné son nom à une municipalité canadienne du Québec, Notre-Dame-du-Rosaire.
Plusieurs édifices religieux ont également pris le nom de Notre-Dame-du-Rosaire.
Voir à ce sujet :
- Les églises Notre-Dame-du-Rosaire ,
- dont celles érigées en cathédrales Notre-Dame-du-Rosaire  et en basiliques Notre-Dame-du-Rosaire  ;
- Les chapelles Notre-Dame-du-Rosaire .

## Prière
Un des maîtres de l'Ordre des prêcheurs, le père Hyacinthe-Marie Cormier, créa une prière dédiée à la Vierge pour cette dévotion :

« Immaculée Vierge Marie, faites que la récitation de votre rosaire soit pour moi chaque jour, au milieu de mes devoirs multiples, un lien d’unité dans les actes, un tribut de piété filiale, une douce récréation, un secours pour marcher joyeusement dans les sentiers du devoir.

Faites surtout ô Vierge Marie, que l’étude de vos quinze mystères forme peu à peu dans mon âme une atmosphère lumineuse, pure, fortifiante, embaumée, qui pénètre mon intelligence, ma volonté, mon cœur, ma mémoire, mon imagination, tout mon être.

Ainsi contracterai-je l’habitude de prier en travaillant sans le secours des formules, par des regards intérieurs d’admiration et de supplication ou par les aspirations de l’amour.

Je vous le demande, ô Reine du saint Rosaire, par Dominique, votre fils de prédilection, l’insigne prédicateur de vos mystères et le fidèle imitateur de vos vertus. Ainsi soit-il ! »

### Émission de web TV
- Fatima, Notre-Dame du Rosaire - AleteiaFR
- Notre-Dame du Rosaire - l'abbé Robert Gendreau (Église catholique à Montréal)